# Рожаи, Йожеф
Йожеф Рожаи (венг. Rózsay József, настоящая фамилия Розенфельд; 15 марта 1815, Лакомпак, Австрийская империя — 19 мая 1885, Балатонфюред, Австро-Венгрия) — венгерский медик, основоположник венгерской геронтологии.
В 1838 году окончил медицинский факультет Пештского университета, затем стажировался и практиковал в Вене. В 1848 году на волне патриотических настроений изменил еврейскую фамилию на венгерскую. В 1850 году возглавил в Пеште дом престарелых, в 1861 году — больницу пештской еврейской общины. В 1874 году был избран членом Венгерской академии наук.

## Основные труды
- A véredényrendszer és a légzőszervek aggkori változásai (Pest, 1864)
- Észleletek az aggkor élettani és kórtani változatai köréből (Pest, 1865)
- Adatok a hagymáz oktanához (Pest, 1867)
- Adatok a járványok oki viszonyaihoz (Pest, 1870)
- Börtönügy (Bp., 1879)